# Kit Connor
Kit Sebastian Connor (Purley, 2004. március 8. –) angol színész.
Elismerést szerzett a középiskolás Nick Nelson szerepéért a Netflix Fülig beléd zúgtam című tinisorozatában (2022-től napjainkig). Szerepért elnyerte az első Gyermek és Családi Emmy-díjat a kiemelkedő főszerepért.
Connor szerepelt a Mikulás-hajsza (2014), a Rocketman (2019) és A boldogságvirág (2019) című filmekben, visszatérő szerepe volt a CBBC Rocket's Island (2014-2015) című sorozatában. Szinkronszerepet vállalt a Az Úr sötét anyagai (2019-2022) című sorozatban és A vad robot (2024) című filmben. 2024-ben feltűnt a Rómeó és Júlia Broadway-musical adaptációjában és a Hadviselés (2025) háborús filmben.

## Élete
2004. március 8-án született a dél-londoni Croydon kerületben. Szülei, Richard és Caroline a reklámszakmában dolgoznak. Két idősebb testvére van. Purley-ból származik és a Kenley-i Hayes Primary Schoolba, valamint a dél-croydon-i Whitgift Schoolba járt, ahol drámából, angol irodalomból és történelemből érettségizett.

## Magánélete
2022 októberében Connor biszexuálisnak vallotta magát egy Twitter-bejegyzésben. A múltban tiltakozott a szexualitásával kapcsolatos spekulációk ellen és az előző hónapban abbahagyta a Twittert a zaklatások és a queerbaitingról szóló állítások miatt, miután lefotózták kézen fogva Maia Reficco színésznővel.

## Filmográfia

### Film
| Év   | Magyar cím                       | Eredeti cím                                       | Szerep                   | Magyar hang        |
| ---- | -------------------------------- | ------------------------------------------------- | ------------------------ | ------------------ |
| 2014 | Mikulás-hajsza                   | Get Santa                                         | Tom Anderson             | Berecz Kristóf Uwe |
| 2015 | Mr. Holmes                       | Mr. Holmes                                        | fiú                      |                    |
| 2017 | A kegyelem                       | The Mercy                                         | Simon Crowhurst          | Maszlag Bálint     |
| 2018 | Krumplihéjpite Irodalmi Társaság | The Guernsey Literary and Potato Peel Pie Society | Eli Ramsey               |                    |
| 2018 | Ready Player One                 | Ready Player One                                  | kölyök                   |                    |
| 2018 | Mészárszék rulez                 | Slaughterhouse Rulez                              | Wootton                  |                    |
| 2019 | A boldogságvirág                 | Little Joe                                        | Joe Woodard              |                    |
| 2019 | Rocketman                        | Rocketman                                         | Reginald Dwight fiatalon | Havasi Tamás       |
| 2024 | A vad robot                      | The Wild Robot                                    | Derűcsőr (hangja)        | Nagy Gereben       |
| 2025 | Hadviselés                       | Warfare                                           | Tommy                    | Czető Ádám         |

### Televízió
| Év        | Magyar cím          | Eredeti cím                    | Szerep                | Megjegyzés                                                    |
| --------- | ------------------- | ------------------------------ | --------------------- | ------------------------------------------------------------- |
| 2013      |                     | An Adventure in Space and Time | Charlie               | tévéfilm                                                      |
| 2013      | Baleseti sebészet   | Casualty                       | Barnaby Lee           | 1 epizód                                                      |
| 2013      |                     | Chickens                       | Clem                  | 1 epizód                                                      |
| 2014–2015 |                     | Rocket's Island                | Archie Beckles        | - mellékszereplő (2. évad) - főszereplő (3. évad); 18 epizód  |
| 2015      |                     | The Frankenstein Chronicles    | Joey                  | 1 epizód                                                      |
| 2016      | Grantchester bűnei  | Grantchester                   | Charlie Jones         | 1 epizód                                                      |
| 2016      | Háború és béke      | War & Peace                    | Petya Rostov fiatalon | - mellékszereplő (3 epizód) - magyar hangja: - Gergely Attila |
| 2017      |                     | S-GB                           | Bob Sheenan           | minisorozat (3 epizód)                                        |
| 2018      |                     | Grandpa's Great Escape         | Jack                  | tévéfilm                                                      |
| 2019–2022 | Az Úr sötét anyagai | His Dark Materials             | Pantalaimon (hangja)  | 22 epizód                                                     |
| 2022–2024 | Fülig beléd zúgtam  | Heartstopper                   | Nick Nelson           | - főszereplő (24 epizód) - magyar hangja: - Nagy Gereben      |

## Fordítás
Ez a szócikk részben vagy egészben  a   Kit Connor című angol Wikipédia-szócikk ezen változatának fordításán alapul.  Az eredeti cikk szerkesztőit annak laptörténete sorolja fel. Ez a jelzés csupán a megfogalmazás eredetét és a szerzői jogokat jelzi, nem szolgál a cikkben szereplő információk forrásmegjelöléseként.